# ألبرت بروسا
ألبرت بروسا (1 أكتوبر 1990 بتارتو في إستونيا - ) (بالإستونية: Albert Prosa)‏ هو لاعب كرة قدم إستوني في مركز الهجوم. شارك مع منتخب إستونيا تحت 17 سنة لكرة القدم ومنتخب إستونيا تحت 19 سنة لكرة القدم ومنتخب إستونيا تحت 21 سنة لكرة القدم ومنتخب إستونيا تحت 23 سنة لكرة القدم ومنتخب إستونيا لكرة القدم. أما مع النوادي، فقد لعب مع نادي فلورا وTartu JK Tammeka ‏ وFC Flora U21 ‏ وTartu JK Tammeka U21 ‏.

## وصلات خارجية
- ألبرت بروسا على موقع الاتحاد الأوربي (الإنجليزية)
- ألبرت بروسا على موقع اتحاد إستونيا (الإنجليزية)
- ألبرت بروسا على موقع قاعدة بيانات كرة القدم.إي يو (الإنجليزية)
- ألبرت بروسا على موقع ناشيونال فوتبول تيمز (الإنجليزية)
- ألبرت بروسا على موقع Soccerway.com (الإنجليزية)
- ألبرت بروسا على موقع عالم كرة القدم.نت (الإنجليزية)